# Denali
Mount McKinley, též Denali, je nejvyšší hora Severní Ameriky. Dosahuje výšky 6190 metrů a nachází se v národním parku Denali na Aljašce.
Hora se nachází v centrální části pohoří Aljašské hory, které vyplňuje jižní část centrální Aljašky. Nachází se přibližně 210 km severozápadně od Anchorage a 250 km jihozápadně od Fairbanksu. Vrchol leží přibližně 56 km od nejbližší silnice.

## Název
Denali v místním athabaském jazyce znamená „Vysoká“. V době ruské kolonizace Aljašky byla v ruštině nazývána prostě Bolšaja Gora (Большая Гора – Velká hora). Koncem 80. let 19. století byla mezi prospektory známá jako Densmores Peak.
V roce 1896 v okolí hory prováděl topografická měření William A. Dickey, který na základě měření dospěl k závěru, že tato hora je nejvyšším vrcholem severoamerického kontinentu. Když se dozvěděl, že jeho krajan z Ohia a jmenovec William McKinley kandiduje na prezidenta, nazval horu jeho jménem. Poté, co McKinley volby vyhrál, název se mezi bělošskými přistěhovalci ujal a dostal se i do oficiálních map. Oficiálně pak nesla tento název od roku 1917.
V pozdějších desetiletích však aktivisté v oblasti indiánských práv začali toto přejmenování považovat za neuctivé a poplatné kolonialismu. Aljašská komise pro geografické názvy (Alaska Board of Geographic Names) v roce 1975 změnila jméno hory na lokální úrovni na „Denali“ a zažádala o stejnou změnu i na federální úrovni. Návrh byl zdůvodněn mj. i tím, že prezident William McKinley horu nikdy nenavštívil a neměl žádný historický vztah jak k ní, tak i k samotné Aljašce. V roce 1975 byla zákonodárným sborem státu Aljaška přejmenovaná na Denali.
V roce 1980 došlo k rozšíření oblasti národního parku kolem hory, který zároveň změnil jméno z „Národního parku Mount McKinley“ (Mount McKinley National Park) na „Národní park Denali“ (Denali National Park and Preserve). Jméno hory však zůstávalo na federálních mapách stále stejné. Až v roce 2015 rozhodla administrativa prezidenta Baracka Obamy, že hora ponese opět původní název. Po čtyřiceti letech tak bylo vyhověno žádosti aljašské komise z roku 1975.
Dne 20. 1. 2025 vydal nově zvolený prezident Donald Trump exekutivní příkaz, který horu přejmenovává na Mount McKinley. Federální úřady z toho titulu měly 30denní lhůtu příkaz realizovat.

## Popis

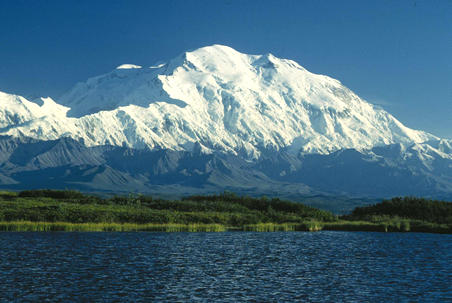
Mount McKinley ze severu, Wonder Lake v popředí

Nadmořská výška vrcholu byla v roce 1952 pomocí fotogrammetrie určena na 6194 m (20 320 stop). V roce 2015 americká vládní agentura United States Geological Survey na základě nových měření pomocí GPS upřesnila výšku hory na 6190 m (20 310 stop).
Mount McKinley je svou hmotou a vyzdvižením větší než Mount Everest. Ačkoliv vrchol Everestu leží o 2700 metrů výš od hladiny moře, hora samotná spočívá na tibetské náhorní plošině v nadmořské výšce okolo 5200 m, což znamená, že své okolí přečnívá jen o zhruba 3650 m. Úpatí hory Mount McKinley leží na plošině o nadmořské výšce zhruba 600 m, takže své okolí přesahuje o 5500 m.
Na svazích hory se nachází pět ledovců. Na severozápadním úbočí masivu je to Peters Glacier, na severovýchodě Muldrow Glacier. Přesně na východ od ledovce Muldrow, na hranici s východním svahem, leží Traileka Glacier. Na jihovýchodě bychom nalezli Ruth Glacier. Poslední z ledovců, Kahiltna Glacier, se stáčí k jihozápadní straně hory.

## Klima
Hora je kvůli své zeměpisné šířce proslulá nesmírně chladným počasím a také vysokou pravděpodobností výskytu výškové nemoci při výstupu. Stejně vysoká hora na rovníku by měla na svém vrcholu 47 % kyslíku oproti hladině moře, ale Mount McKinley má kvůli své zeměpisné šířce kyslíku méně, a to pouze 42 % oproti hladině moře.[zdroj?] To souvisí s tím, že mocnost troposféry je ovlivněna rotací Země. Na rovníku je až 19 km, zatímco na pólech jen 9 km.[zdroj?]

## Členění hory
Mount McKinley má dva významné vrcholy. Vyšší je Jižní vrchol, Severní vrchol dosahuje nadmořské výšky 5934 m a nad ostatní hmotu hory vystupuje pouhými 402 m. Severní vrchol je někdy považován za samostatný (např. v Seznamu fourteeners Spojených států amerických). Zřídkakdy bývá cílem výstupů, kromě případů, kdy se horolezci rozhodnou pro cestu na severním svahu masívu.[zdroj?]

## Historie výstupů
První pokus o výstup na Mount McKinley učinil soudce James Wickersham v roce 1903, cestou přes ledovec Peters Glacier a Severní stěnu (North Face), nyní známou jako Wickershamova stěna (Wickersham Wall). Tato cesta je však vysoce nebezpečná kvůli množství lavin a do roku 1963 ji nikdo nepřekonal.
V roce 1906 přišel s tvrzením o prvovýstupu polární objevitel Dr. Frederick Cook. Jeho prohlášení bylo od začátku přijímáno s podezřením, ale většinou považováno za pravdivé. Později však vyšlo najevo, že jde o podvod.
V roce 1910 se i přes nedostatek horolezeckých zkušeností o dosažení vrcholu Mount McKinley pokusila skupinka čtyř místních, známá pod názvem „expedice Sourdough“ (sourdough znamená „kvásek“ – přeneseně se tento výraz používá pro zlatokopy a zkušené obyvatele Aljašky a severozápadní Kanady, a to kvůli kvásku používanému k výrobě chleba ve zlatokopeckých táborech). Na hoře strávili zhruba tři měsíce. Avšak den, kdy konečně vyšplhali na vrchol, byl velice působivým zážitkem. S sebou si kromě pytlíku koblih a termosky kakaa pro každého nesli přes čtyři metry dlouhý jedlový kůl. Pouze dva ze členů výpravy vystoupili na nižší, Severní vrchol, kde tento kůl vztyčili. Podle vlastního tvrzení jim výstup zabral 18 hodin, což je rekord, který dosud nebyl překonán. Nikdo jim však neuvěřil (zčásti také kvůli nepravdivým tvrzením o tom, že dobyli oba vrcholy) až do roku 1913, kdy byl Mount McKinley poprvé opravdu zlezen.
V roce 1912 výprava Parker-Browne horu téměř dobyla, avšak několik set metrů pod vrcholem byla nucena ustoupit pro silně nepříznivé počasí. Nejspíš si tak zachránili život, neboť ledovcem, po kterém stoupali, otřáslo několik hodin poté silné zemětřesení.
První výstup na hlavní vrchol Mount McKinley se poprvé zdařil 7. června 1913 výpravě vedené Hudsonem Stuckem, který byl mj. čelným představitelem Episkopální církve Spojených států amerických na Aljašce, a horským vůdcem Harry Karstensem, jenž se pak v roce 1921 stal prvním ředitelem správy Národního parku Denali. Dalšími členy výpravy byli Walter Harper a Robert Tatum. Prvním, kdo vystoupil na vrchol, byl Walter Harper, rodilý Aljaščan. Tatum později prohlásil: „Rozhled z vrcholu Mount McKinley, to je jako dívat se z nebeských oken!“.[zdroj?] K výstupu zvolili cestu přes Muldrow Glacier, prozkoumanou již předešlými výpravami, která se často používá i dnes. Hudson Stuck řekl, že poblíž Severního vrcholu spatřil pomocí dalekohledu vysoký kůl. Tím potvrdil, že expedice Sourdough Severní vrchol skutečně dobyla a její počin je tedy dnes považován za pravdivý. Kůl však nebyl viděn nikdy předtím, ani potom, což do celé záležitosti stále vnáší určité pochybnosti. Stuck také zjistil, že výprava Parker-Browne byla pouhých 60 m pod vrcholem, když se musela vrátit.
Mount McKinley je pravidelným cílem horolezeckých výprav i dnes, avšak výstup na něj je stále nebezpečným podnikem – pouze něco málo přes polovinu výprav je úspěšných a do roku 2003 si hora vyžádala téměř stovku lezeckých životů.
Naprostá většina horolezců volí jako cestu na vrchol Západní pilíř, poprvé zlezený v roce 1951 Bradfordem Washburnem, který před tím horu zevrubně prozkoumal pomocí leteckých fotografií. Výstup na horu většinou zabere dva až čtyři týdny.

## Výstupy českých horolezců
- 1995 – Martin Minařík, Cassinův pilíř[10]
- 1997 – Soňa Boštíková, první Češka
- 2003 – Miroslav Hrad[11]
- 26. 6. 2006 – Jan Matiášek, Libor Lízner
- 18. 6. 2011 – Roman Žaloudek
- 2013 – Klára Kolouchová
- 30. 5. 2016 – Hynek Tampier, Martin Rozmánek, David Knill, Vít Krichl, Zdeněk Právec
- 31. 5. 2016 – Radek Jaroš, Petr Mašek[12]
- 23. 6. 2016 – Leopold Sulovský, Radim Slíva, Ivan Zedníček
- 27. 5. 2019 – Marek Disman (West Buttress, solo summit push)
- 13. 5. 2024 – Lukáš Pátek a Petr Disman (West Buttress)
- 7. 6. 2024 – Roman Kozelka a Milan Schagerer (West Buttress)
- 14. 6. 2024 – Josef Benda (West Buttress)
- 11. 6. 2025 – Miloš Bohoněk, Martin Vorel, Tomáš Vorel (West Buttress via Rescue Gully, sjezd na lyžích z vrcholu)
- 12. 6. 2025 – Linda Maršíková, Tereza Vlachová (West Buttress)
- 24. 6. 2025 – Lukáš Jasenský, Petr Halašta, Cassinův pilíř